# Chucklefish
Chucklefish ist ein britischer Entwickler und Publisher von Computerspielen. Das in London ansässige unabhängige Unternehmen wurde 2011 von Finn Brice gegründet und ist bekannt für die Eigenentwicklungen Starbound und Wargroove sowie als Publisher der Titel Risk of Rain und Stardew Valley.

## Geschichte
Chucklefish wurde 2011 von Finn Brice zur Entwicklung des im Februar 2012 angekündigten Starbound gegründet, ein vom Indie-Hit Terraria inspiriertes 2D-Open-World-Spiel. Zu dem Zeitpunkt bestand das kleine Team aus weltweit verteilten Entwicklern ohne Erfahrung in der Industrie. Eine Crowdfunding-Aktion im April 2013 via Humble Store und anschließende Early-Access-Veröffentlichung im Dezember 2013 auf Steam  sorgte für die weitere Finanzierung. 2014 bezog das Unternehmen erstmals ein Büro in London.
Mit Wargroove erschien 2019 die zweite Eigenentwicklung; Während Starbound noch allein für die PC-Plattformen Windows, Linux und macOS entwickelt wurde, erschien Wargroove auch für Nintendo Switch, Xbox One und PlayStation 4. Chucklefish beschäftigt 18 Entwickler in Vollzeit und arbeitet an seinem nächsten Titel Witchbrook.

## Veröffentlichungen

### Als Entwickler
- 2016: Starbound
- 2019: Wargroove
- 2023: Wargroove 2

### Als Publisher
- 2011: Wanderlust: Rebirth
- 2013: Risk of Rain
- 2014: Halfway
- 2015: Interstellaria
- 2015: Wanderlust Adventures
- 2016: Stardew Valley
- 2016: Pocket Rumble
- 2018: Treasure Adventure World
- 2018: Timespinner
- 2019: Pathway
- 2019: Inmost
- 2021: Starmancer
- 2021: Eastward
- 2023: Wildfrost
- 2024: Loco Motive[2]